# Alexandre Hélios
Titre
Roi d'Arménie
34 – 30 av. J.-C.
Alexandre Hélios (en grec Ἀλέξανδρος Ἤλιος, « soleil »), né en 40 av. J.-C., est l'aîné des fils de Cléopâtre VII et de Marc Antoine, frère jumeau de Cléopâtre Séléné (« lune ») et frère aîné de Ptolémée Philadelphe.
Il est marié par ses parents à Jotapé, une fille d'Artavazde Ier d'Atropatène, roi de Sophène. Il est nommé roi d'Arménie en 34 av. J.-C. après que Marc Antoine a fait arrêter Artavazde II, considéré comme la cause du désastre de l’expédition d’Antoine contre les Parthes et l'a envoyé en Égypte. Marc Antoine écarte ainsi le fils d'Artavazde, Artaxias II, qui se réfugie chez les Parthes. Alexandre règne nominalement sur ce pays de 34 à 30 av. J.-C. ; en effet, à la suite de sa défaite lors de la bataille d'Actium en 31 av. J.-C., Marc Antoine se désengage d'Arménie, ce qui permet à Artaxias, aidé par ses alliés parthes, de mettre fin au règne nominal d'Alexandre Hélios et de récupérer le trône arménien en 30 av. J.-C.
Selon Appien et Pausanias, après le suicide de leurs parents, les trois orphelins sont élevés par Octavie, sœur de l’empereur Octave Auguste et ancienne épouse de Marc Antoine et mère de leurs deux demi-sœurs Antonia l'Aînée et Antonia la Jeune. Les deux garçons vivent semble-t-il quelque temps avec leur sœur et leur beau-frère Juba II avant que l'on perde leur trace.